# ロシアの統一と合意党
ロシアの統一と合意党（ロシア語: Партия российского единства и согласия、ПРЕС）は、ロシアの政党。1992年創設。
1993年ロシア連邦議会選挙において、ボリス・エリツィン大統領は、エゴール・ガイダル元首相代行、アナトリー・チュバイスら急進改革派を糾合し、ロシアの選択を作ったが、それとは別にセルゲイ・シャフライ、アレクサンドル・ショーヒン両副首相らは、ロシアの改革とは別個に穏健改革派の政党としてロシアの統一と合意党を結成した。党の財政は、ガスプロムとその関連企業、全ロシア両替銀行、インペリアル銀行、アルタイエネルゴ銀行などの資金提供によってまかなわれた。1993年選挙では、6.3パーセント、18議席を獲得した。
下院国家会議では院内会派「統一と合意」を結成し30名の代議員を擁した。「統一と合意」会派の政治方針は穏健な自由主義、健全な民族関係の構築、社会国家（社会政策、社会プログラム）の支持、ロシアの領土保全、エリツィン大統領とヴィクトル・チェルノムイルジン内閣の支持を打ち出した。
1995年の第二回国家会議選挙では、中道の大統領与党として「我が家ロシア」が創設されたこともあり、1議席を得たのみであった。